# Plagiobryum
Plagiobryum és un gènere de molses de la família de les briàcies. Conté unes 12 espècies, dos de les quals són autòctones dels Països Catalans.

## Descripció
Generalment són plantes d'un a tres centímetres d'alçària, ramificades. Els fil·lidis són ovats o ovatolanceolats. Les cèl·lules de la làmina del fil·lidi són hexagonals o rombals. La seta (tija del espermatòfit que sosté la càpsula) és corbada o lleugerament corbada. La càpsula presenta un coll atenuat i llarg i una boca obliqua. El peristoma (conjunt de dents que envolten la boca de la càpsula) és doble, amb un exostoma més curt que l'endostoma.

## Taxonomia
És un gènere cosmopolita, més comú a Europa i a l'Amèrica del Nord. Als Països Catalans són autòctones les següents espècies:
- Plagiobryum zierii
- Plagiobryum demissum